# 쥘리에트 고슬랭
쥘리에트 고슬랭(프랑스어: Juliette Gosselin, 1991년 6월 15일 ~ )은 캐나다의 배우, 영화 제작자, 영상 편집자이다.
몬트리올에서 태어났다.

## 출연 작품

### 영화
- Nouvelle-France (2004)
- 가족 (2005, Familia) - 가브리엘 역
- 마터스: 천국을 보는 눈 (2008) - 마리 역
- Role Play (2013) - 단편
- Tu dors Nicole (2014)
- Embrasse-moi comme tu m'aimes (2016)
- 2149: The Aftermath (2016)
- The Gracefield Incident (2017)
- 벌새 프로젝트 (2017, The Hummingbird Project)
- 페뷸러스 (2019, Fabuleuses) - 클라라 역